# Apilocrocis pseudocephalis
Apilocrocis pseudocephalis là một loài bướm đêm trong họ Crambidae.